# Freya albosignata
Freya albosignata là một loài nhện trong họ Salticidae.
Loài này thuộc chi Freya. Freya albosignata được Frederick Octavius Pickard-Cambridge miêu tả năm 1901.